# Mahdi Aliyari
Mahdi Aliyari (30 de marzo de 1989) es un luchador iraní de lucha grecorromana. Participó en dos campeonatos mundiales consiguiendo quinta posición en 2013. Ganó el oro en los Juegos Asiáticos de 2014 y 
en el Campeonato Asiático de 2015 y 2016. Primero en la Copa del Mundo en 2014 y tercero en 2015. Consiguió una medalla de bronce en la Universiada de 2013.